# Zosterops flavifrons
Zosterops flavifrons е вид птица от семейство Zosteropidae.

## Разпространение
Видът е разпространен във Вануату.